# The Legend of Heroes: Trails in the Sky the 3rd
The Legend of Heroes: Trails in the Sky the 3rd (яп. 英雄伝説 空の軌跡 The 3rd, эиюː дэнсэцу сора но кисэки The 3rd) — ролевая игра разработанная японской студией Nihon Falcom. Игра входит в серию The Legend of Heroes и её подсерию Trails, является прямым продолжением The Legend of Heroes: Trails in the Sky SC.
Изначально Trails in the Sky the 3rd была выпущена в Японии в 2007 году на Windows и 2008 году на PlayStation Portable. Игра была переведена на английский язык Xseed Games и выпущена в 2017 году на Windows. В 2013 году в Японии на PlayStation 3 вышла версия игры в высоком разрешении, а в 2016 году на PlayStation Vita вышло издание с новыми возможностями, перерисованными анимированными портретами, переделанным интерфейсом и озвучкой диалогов получившее название The Legend of Heroes: Trails in the Sky the 3rd Evolution.

## Игровой процесс
Игровой процесс не претерпел значительных изменений по сравнению с Trails in the Sky SC. Среди изменений: ряд новых персонажей, 3 новых эффекта влияющих на ход битвы, сторонние истории раскрывающие прошлое персонажей.

## Сюжет
После разрушения Либерл-арка в финале Trails in the Sky SC, среди его обломков находят артефакт в виде небольшого куба и правительство Либерла вызывает для его исследования представителя Септианской церкви, которым оказывается Кевин Грэм. Кевин и его напарница Рис Арджент (англ. Ries Argent) решают увезти куб для исследования, но обнаруживают слежку и вступают в бой с Гилбертом, представителем организации Уроборос. После битвы появляется человек в чёрной маске, а куб начинает и переносит героев в неизвестное место.
Кевин и Рис оказываются в измерении зовущемся Фантазмой, функционирующим по своим правилам. Путешествуя по этому миру Кевин и Рис обнаруживают небольшие кубы, которые при активации открывают путь в новое место, но также каждый раз призывают в Фантазму одного из героев Trails in the Sky FC и SC. Также Фантазма содержит двери, которые открываются только при выполнении условий, каждая дверь содержит фрагменты воспоминаний героев. Пройдя путь до нижних уровней Фантазмы героям предстоит разобраться в своём прошлом и причинах существования Фантазмы, а также встретиться со старыми знакомыми, даже теми кого уже нет в живых.

## Разработка
Изначально планировалось выпустить Trails in the Sky в виде одной игры, но из-за большого объёма было решено разделить её на две части. После их создания началась разработка эпилога, который стал называться Trails in the Sky the 3rd. В то время как первые две части посвящены достаточно оптимистичным приключениям Джошуа и Эстель, третья рассказывает более мрачную историю.

### Локализация
В 2013 году Xseed Games заключила соглашение с Carpe Fulgur для перевода Second Chapter; именно от успехов её перевода зависела судьба перевода the 3rd. В процессе локализации было решено выпустить только версию для Windows чтобы уложиться в сроки.

## Отзывы прессы
| Сводный рейтинг    | Сводный рейтинг |
| Агрегатор          | Оценка          |
| ------------------ | --------------- |
| Metacritic         | 83/100          |
| OpenCritic         | 86/100          |
| Иноязычные издания |                 |
| Издание            | Оценка          |
| DualShockers       | 8,5/10          |
| RPGamer            | 3,5/5           |
| RPGfan             | 85/100          |

Игра получила в основном положительные оценки прессы, усреднённая оценка на сайте-агрегаторе Metacritic составляет 83 балла из 100, а на сайте OpenCritic — 86 из 100.